# باشگاه فوتبال راشدن و هیگهام یونایتد
باشگاه فوتبال راشدن و هیگهام یونایتد (به انگلیسی: Rushden & Higham United Football Club) یک باشگاه فوتبال در شهر راشدن، کشور انگلستان است که در سال ۲۰۰۷ میلادی تأسیس شده است.